# Live in Italy (Lou Reed)
| Recensione                | Giudizio |
| ------------------------- | -------- |
| AllMusic                  | [ 1 ]    |
| Chicago Tribune           | [ 2 ]    |
| The Philadelphia Inquirer | [ 3 ]    |
| The Village Voice         | B+       |

Live In Italy è un album di Lou Reed registrato dal vivo a Verona e Roma rispettivamente il 7 e 10 settembre 1983; pubblicato nel gennaio 1984 dalla RCA Records.
Nel 1996 l'album è stato ristampato con il titolo Live in Concert.

## Descrizione
Registrato nel corso di due serate nel settembre 1983 (il concerto di Roma si svolse tra le rovine del Circo Massimo) utilizzando lo studio Rolling Stones Mobile Unit, il disco fu pubblicato in vinile solamente in Germania, Regno Unito e Giappone. All'epoca, Reed e la sua band erano impegnati in un tour mondiale per promuovere l'album Legendary Hearts. In quell'occasione venne prodotto anche un video dal titolo A Night with Lou Reed, filmato a un concerto di New York, che venne pubblicato in coincidenza con l'album. Il video omette le tracce Betrayed, Sally Can't Dance, Average Guy e Some Kinda Love/Sister Ray dal concerto del 10 settembre, ma aggiunge Don't Talk to Me About Work, Women, Turn Out the Light e New Age provenienti dall'esibizione del 7.

## Tracce
Testi e musiche di Lou Reed eccetto dove diversamente indicato.

### Lato 1
1. Sweet Jane
2. I'm Waiting for My Man
3. Martial Law
4. Satellite of Love

### Lato 2
1. Kill Your Sons
2. Betrayed
3. Sally Can't Dance
4. Waves of Fear
5. Average Guy

### Lato 3
1. White Light, White Heat
2. Sister Ray (Reed, John Cale, Sterling Morrison, Maureen Tucker)

### Lato 4
1. Walk on the Wild Side
2. Heroin
3. Rock & Roll

## Formazione
- Lou Reed - chitarra, voce
- Fred Maher - batteria
- Robert Quine - chitarra
- Fernando Saunders - basso